# Estética del Císter

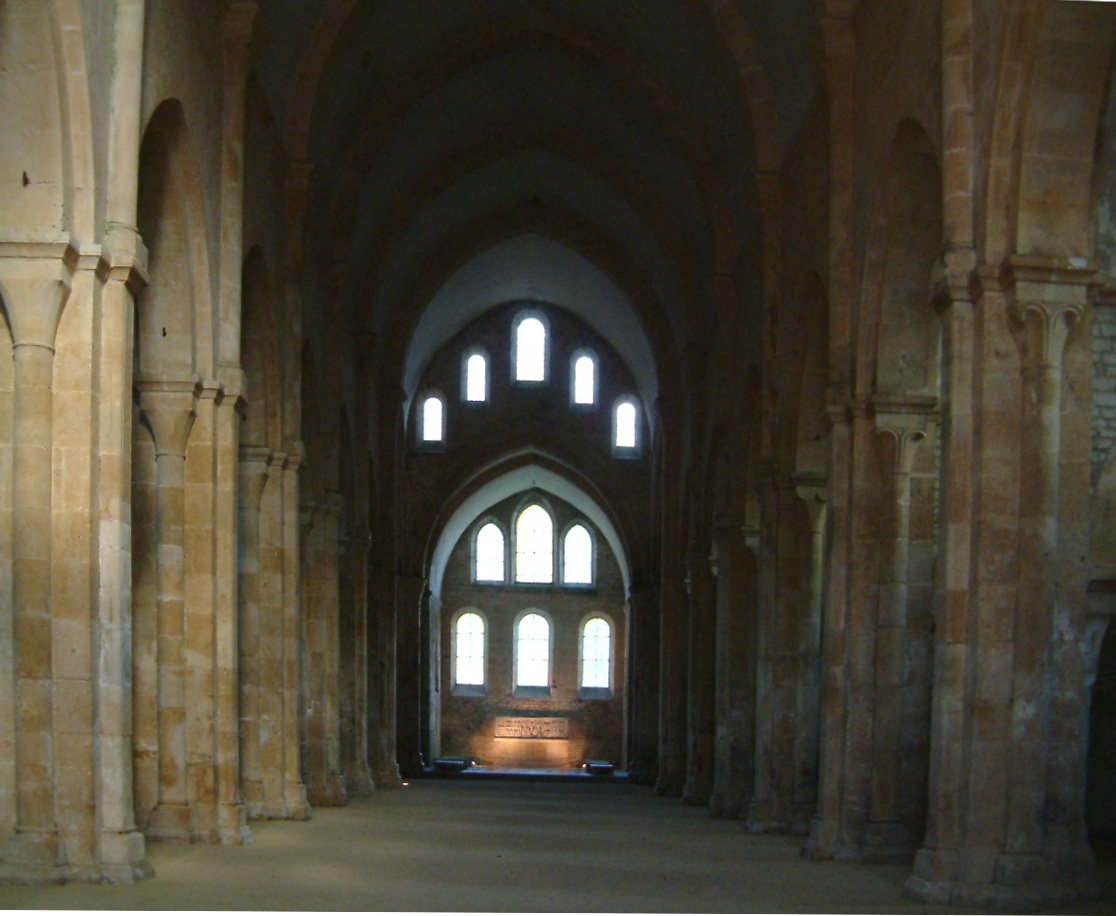
Iglesia de la Abadía de Fontenay.

La estética del Císter o estética cisterciense se gestó desde los orígenes de la orden del Císter, buscando una pobreza absoluta desprovista de riquezas, la antítesis de la orden de Cluny.
Fue Bernardo de Claraval, quien definió en la Apología a Guillermo, escrito contra los cluniacenses, las principales características de esta estética: nada de pintura, ni de escultura y sencillez en las construcciones, eliminando todo lo superfluo.
En las dos primeras abadías, que se construyeron en piedra, fue nuevamente Bernardo quien concretó la estética cisterciense en todos los detalles, esa desnudez sin adornos que caracterizó las abadías del Císter.

## Inicios de la reforma monacal
Está generalmente admitido que la orden del Císter surgió como contestación de la espiritualidad de la orden de Cluny, que preconizaba una liturgia esplendorosa y la grandiosidad de las iglesias.
Los inicios de la orden, antes de la llegada de Bernardo de Claraval, estuvieron profundamente influenciados por el trabajo de Roberto de Molesmes, primer abad de la orden y por Esteban Harding, tercer abad de la orden. En el transcurso de sus 36 años de autoridad, ambos prefiguraron lo que luego sería la estética de la orden.
Los monjes de la nueva orden, buscaban un mayor observancia de la Regla de San Benito y desvincularse de las riquezas. Esto se comprueba en sus textos:
- En el Exordio del Císter y Resumen de la Carta de Caridad se argumenta de la siguiente forma:…existe un … monasterio llamado Molestes…que desde su origen...Dios...le hizo tan grande en riquezas ...ahora bien, como los bienes materiales no suelen ir mucho tiempo juntos con las virtudes, algunos miembros de aquella santa comunidad que ciertamente sabían esto, viendo más alto, prefirieron aplicarse a las cosas celestiales más que implicarse en los asuntos terrenos. A partir de entonces, llevados de su amor por la virtud, empezaron a pensar en la pobreza, fecunda en hombres fuertes…

## Pensamiento y mística de Bernardo de Claraval

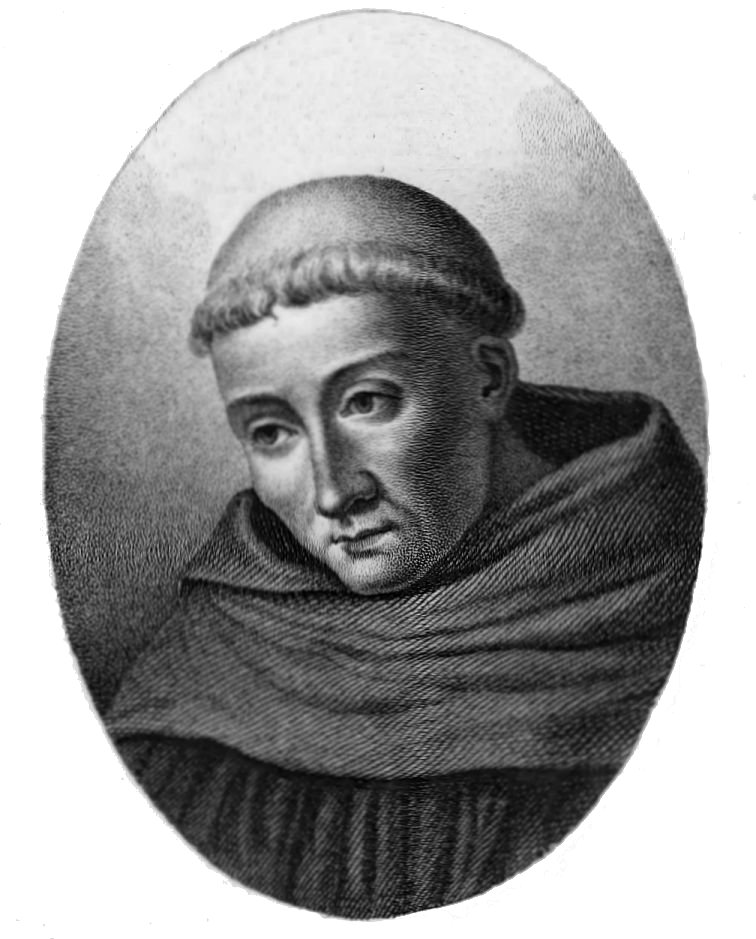
Bernardo de Claraval.

San Bernardo fue la personalidad religiosa más influyente  del siglo XII. Participó en los principales conflictos doctrinales de su época. Viajaba  constantemente por toda Europa, predicando, denunciando abusos eclesiásticos y combatiendo desviaciones religiosas.
Fue un predicador extraordinario. Se le conocía como Doctor melífluo (boca de miel), predicaba las excelencias  espirituales de la vida monástica y convencía a muchos que ingresaban en la orden.
Fue uno de los fundadores de la mística medieval. Sostuvo que el conocimiento de las ciencias materiales era mínimo si se le comparaba con la ciencia sagrada. Para él, el alma alcanzaba el máximo del conocimiento humano en el éxtasis, momento en el que gozaba de una especie de contacto con Dios. Pensaba que la fuerza más grande de la vida espiritual es el amor a Dios y por medio de ese amor, Dios rescataba al hombre. También manifestó un inmenso amor por la Virgen María, al considerarla intercesora ante su Hijo. 
Como escritor dejó unas 500 cartas, del orden de 350 sermones y varios tratados doctrinales.

## Establecimiento de la estética cisterciense a través de una controversia con los cluniacenses
En 1124, Bernardo escribió Apología a Guillermo, una fuerte crítica a lo que él consideraba los excesos de la orden de Cluny. Mediante ella, Bernardo estableció los criterios teóricos que luego se emplearían en la construcción de todas las abadías cistercienses.
El origen de la Apología fue la petición que le hizo su amigo Guillermo, abad benedictino de St. Thierry de que escribiera defendiendo a los cistercienses de los clunicienses.
En este escrito, Bernardo fijó su posición criticando duramente la escultura, la pintura, los adornos y las dimensiones excesivas de las iglesias de los cluniacenses. Partiendo del espíritu cisterciense de pobreza y ascetismo riguroso, Bernardo profundizó en la crítica , llegando a la conclusión de que los monjes, que habían renunciado a las bondades del mundo, no precisaban de nada de esto para reflexionar en la ley de Dios.
Los argumentos que empleó en su Apología son los siguientes:
- Distinción entre las iglesias parroquiales y los monasterios de los monjes.  Al pueblo llano y devoto lo llamó hombres carnales y a los monjes se refirió como hombres espirituales. Justificó que los obispos para llegar al pueblo llano iletrado precisaban de esculturas, pinturas y demás. Lo argumentó de la siguiente forma: No hay comparación aquí entre los obispos y los monjes. Los obispos, utilizan la  belleza material para despertar la admiración de la gente carnal porque no pueden hacerlo por medios espirituales.

- Sobre las pinturas y los adornos, los rechazó en los monasterios y los justificó en las parroquias. Estas son las razones que expuso: Muéstreles un cuadro hermoso de algún santo. Cuanto más brillantes son los colores, mas santificado les parecerá a ellos. Hay más admiración por la belleza que  veneración por la santidad. Así las iglesias se adornan. Vemos los candelabros de bronce grandes, maravillosamente labrados, sus gemas que brillan intensamente. ¿Cual es el propósito de tales cosas? ¿Ganar la contrición de penitentes ó la admiración de los espectadores?.¿Qué clase de reverencia se demuestra a los santos cuando ponemos sus cuadros en el piso y después caminamos en ellos?. La cara de un santo es pisoteada a menudo por los pies de algún traseúnte. ¿Si las imágenes sagradas no significan nada a nosotros, por qué no economizamos por lo menos en la pintura?  ¿Por qué adornar sobre lo que debemos caminar? ¿Para que tener cuadros atractivos donde se manchan con suciedad?Convengo. Permitamos que esto se haga en iglesias porque si es dañoso para el inútil y codicioso, no lo es para el simple y  el devoto.

- Rechazo de las esculturas en los monasterios. Su argumentación fue en la misma línea que las pinturas: ¿Pero en los claustros, dónde los hermanos están leyendo, qué son esas monstruosidades ridículas...¿Cuál es el sentido de esos monos sucios, leones feroces, centauros monstruosos, mitad-hombres, tigres rayados, soldados que luchan y cazadores soplando sus cuernos? En un lugar usted ve muchos cuerpos bajo sola cabeza, en otras varias cabezas en un solo cuerpo...así que... tan maravillosas son las varias formas que nos rodean que es más agradable leer el mármol que los libros, y pasar el día entero con estas maravillas que meditando en la ley del Buen Señor.

- Rechazo  de iglesias suntuosas en los monasterios. Sobre las iglesias de la orden de Cluny, lamentó su altura excesiva , su longitud  y su anchura desmesuradas.

- Rechazo de las riquezas en los monasterios porque no son necesarias y porque las precisan los pobres. Empleó esta argumentación: Pero los monjes que han renunciado a las cosas preciosas y encantadoras de este mundo para entregarse a Cristo. ¿ Somos como los gentiles aprendiendo sus trucos y  sirviendo a sus ídolos?.   ¿ Estamos buscando dinero ó más bien  beneficio espiritual?. Todas estas vanidades costosas pero maravillosas,  inspiran a la gente a  contribuir  con dinero más que a rogar y rezar. Así las riquezas atraen riquezas y el dinero produce más dinero. Visten a la iglesia con piedras de oro y deja a sus hijos ir desnudos. Los ojos de los ricos se alimentan a expensas del indigente.¿Finalmente, son buenas  tales cosas para los hombres pobres?. ¿ Y  para los monjes,  los hombres espirituales?

La crítica feroz que realiza Bernardo, burlona y apasionada, se despliega sobre dos ejes. En primer lugar, la pobreza voluntaria: estas esculturas y adornos son un gasto inútil; despilfarran el pan de los pobres.En segundo lugar, un místico como él que buscaba permanentemente el amor de Dios, rechazaba también las imágenes en nombre de un método de conocimiento: las figuraciones de lo imaginario dispersaban la atención, lo apartaban de su único fin legítimo, encontrar a Dios a través de la Escritura.
Una de las frases más conocidas de la Apología resume poéticamente la elección de la pobreza voluntaria: ¡Vanidad de vanidades, más insensata aún que vana: la iglesia resplandece sobre sus muros y carece de todo para sus pobres!

## Estética de las primeras abadías
La estética se concretó en la construcción en piedra de las dos primeras abadías, Claraval II y Fontenay, que se construyeron prácticamente de forma simúltanea. En las dos intervino de forma decisiva Bernardo, ya que de Claraval era su abad y Fontenay era una filial suya. Él fue el inspirador de ambas construcciones, de sus soluciones formales y de su estética.
Bernardo comprendió que la orden estaba consolidada y con un ritmo de crecimiento desmedido (en 1135 tenían unas 90 abadías y aumentaban a un ritmo de 10 nuevas por año). Ante semejante crecimiento, Bernardo, el monje más influyente de su orden, debió plantearse que era urgente establecer un modelo constructivo y una estética de abadía si se quería garantizar la uniformidad de la orden. También debió reflexionar que consolidada la orden, los monjes precisaban un monasterio mejor construido, en piedra, que no se deteriorase como las construcciones efímeras que tenían y que pudiese admitir generaciones sucesivas de monjes. 
Cuando su prior, en 1135, le pidió que hiciese un nuevo monasterio junto al que tenían para alojar a los nuevos monjes que  se incorporaban a la orden en gran número, Claraval II, debió de considerar que había llegado el momento de fijar una estética rígida que imponer a las nuevas abadías. Debió pensar que el tema era de la máxima importancia y que lo debía acometer él mismo.
La justificación teórica ya estaba fijada en la Apología a Guillermo. Para Bernardo, la estética y la arquitectura debían reflejar el ascetismo y la pobreza absoluta llevada hasta un desposeimiento total que practicaban a diario y que constituía el espíritu del císter. Así terminó definiendo una estética de simplificación y desnudez que pretende transmitir los ideales de la orden: silencio, contemplación, ascetismo y pobreza .
El Capítulo General de abades le apoyó. En el Exordio del Císter y resumen de la Carta de Caridad se ordenó:
- Capítulo XXV : Lo permitido y lo prohibido respecto al oro, la plata, las joyas y la seda.

Los paños de los altares y los vestidos de los ministros no serán de seda, excepto la estola y el manípulo. La casulla será de un solo color.  Todos los ormamentos del monasterio, los vasos sagrados y demás cosas que se usen, no tendrán oro, plata o joyas; pero el cáliz y la cánula, y solo estas dos cosas, podrán ser de plata o doradas, pero de ningún modo de oro.
- Capítulo XXVI: Esculturas, pinturas y cruces de madera.

No está permitido tener esculturas en ningún sitio, y pinturas sólo en las cruces, que ellas mismas serán únicamente de madera.